# IC 4484
IC 4484 је спирална галаксија у сазвјежђу Рајска птица која се налази на листи објеката дубоког неба у Индекс каталогу.
Деклинација објекта је - 73° 18' 25" а ректасцензија 14h 47m 44,9s. Привидна величина (магнитуда) објекта IC 4484 износи 14,0 а фотографска магнитуда 14,7. Налази се на удаљености од 50,077 милиона парсека од Сунца. IC 4484 је још познат и под ознакама ESO 41-9, FGCE 1187, IRAS 14427-7305, PGC 52837.